# Somtoon
De somtoon van twee tonen is de toon met als frequentie de som van de frequenties van de beide tonen. Als er sprake is van niet-lineaire vervorming in het binnenoor zouden er som- en verschiltonen ontstaan als gevolge van intermodulatievervorming. Waar de verschiltoon goed waarneembaar is, zou op basis van deze veronderstelling een (even luide) somtoon ook aanwezig moeten zijn. Er is echter gerede twijfel of somtonen wel ooit waargenomen zijn. Als er sprake zou zijn van interferentie tussen de tonen dan zou ook de verschiltoon niet meer hoorbaar zijn als de twee tonen afzonderlijk aan linker en rechteroor worden aangeboden. De verschiltoon is echter ook dan nog steeds hoorbaar (de somtoon overigens niet).
Bijvoorbeeld: het interval A - E (440 en 660 Hz) brengt voort de somtoon 1100 Hz (hoge Cis) en de verschiltoon 220 Hz (lage A). Dit heet de eerste generatie van som- en verschiltonen. Deze genereren onderling een tweede generatie (440+220; 440-220; 440+1100; 440-1100; 660+220; 660-220; 660+1100 en 660-1100) die aanmerkelijk zachter klinkt maar in het algemeen nog wel hoorbaar tot de klank van het interval bijdraagt.